# زمرة بوانكاريه

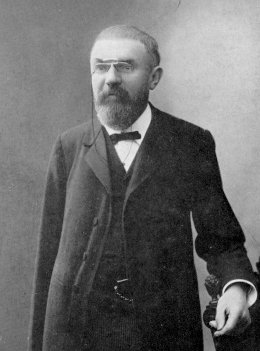

زمرة بوانكاريه في الفيزياء والرياضيات هي زمرة مساويات القياس في فضاء مينكوفسكي، وقد عرضها هيرمان مينكوفسكي. وهي زمرة لي غير أبيلية بها عشر مولدات، وهي ذات أهمية أساسية في الفيزياء. وقد أخذت هذه الزمرة اسمها من هنري بوانكاريه.